# NGC 2116
NGC 2116 (również ESO 57-SC38) – gromada otwarta, znajdująca się w gwiazdozbiorze Złotej Ryby. Należy do Wielkiego Obłoku Magellana. Odkrył ją James Dunlop 27 września 1826 roku.